# Poecile hypermelaenus
El carbonero barbinegro (Poecile hypermelaenus) es una especie de ave paseriforme de la familia Paridae propia de Birmania y el interior de China. Anteriormente se consideraba una subespecie del carbonero palustre.